# Daniel Cargnin

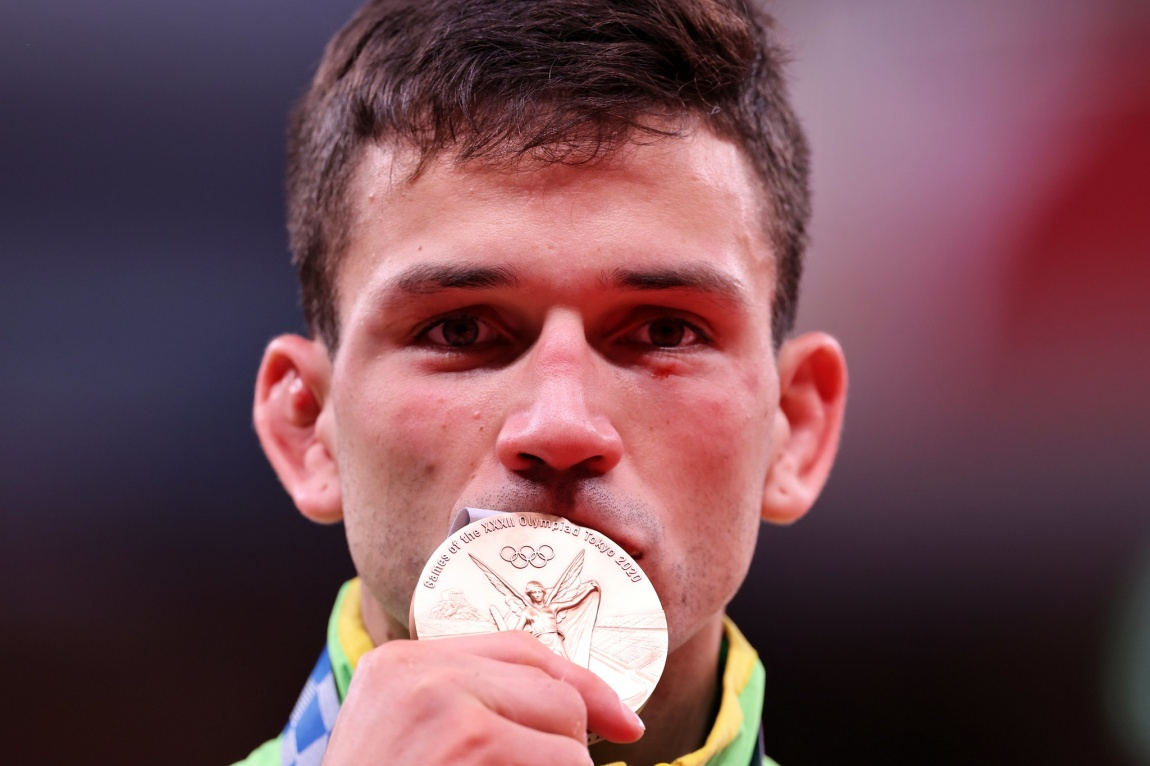
Daniel Cargnin, 2021

Daniel Cargnin (* 20. Dezember 1997 in Porto Alegre) ist ein brasilianischer Judoka. 2019 war er Zweiter bei den Panamerikanischen Spielen, 2021 gewann er eine olympische Bronzemedaille im Einzelwettbewerb, 2024 folgte Bronze mit der Mannschaft.

## Sportliche Karriere
Daniel Cargnin kämpft seit 2015 im Halbleichtgewicht, der Gewichtsklasse bis 66 Kilogramm. 2015 gewann er eine Bronzemedaille bei den Juniorenweltmeisterschaften. 2017 erreichte er das Finale der panamerikanischen Meisterschaften und unterlag dort dem Kubaner Osniel Solis. Zwei Monate später siegte Cargnin bei den panamerikanischen U21-Meisterschaften. Im Oktober 2017 gewann er in Zagreb den Titel bei den Juniorenweltmeisterschaften. 2018 gewann er wie im Vorjahr die Silbermedaille hinter Osniel Solis bei den panamerikanischen Meisterschaften. Bei den Weltmeisterschaften 2018 in Baku verlor er im Viertelfinale gegen den Israeli Tal Flicker. Nach einem Sieg gegen den Mongolen Kherlen Ganbold verlor Cargnin den Kampf um Bronze gegen den Südkoreaner An Ba-ul.
Im April 2019 gewann Cargnin den Titel bei den panamerikanischen Meisterschaften. Im Finale der Panamerikanischen Spiele 2019 in Lima unterlag er Wander Mateo aus der Dominikanischen Republik. Im Oktober 2019 gewann Cargnin beim Grand Slam in Brasília mit einem Finalsieg über den Italiener Manuel Lombardo. 2020 verteidigte er seinen Titel bei den panamerikanischen Meisterschaften erfolgreich. Bei den Olympischen Spielen in Tokio bezwang er Lombardo im Viertelfinale und verlor dann gegen den Japaner Hifumi Abe. Im Kampf um eine Bronzemedaille bezwang er den Israeli Baruch Shmailov.
Bei den Weltmeisterschaften 2022 in Taschkent verlor Cargnin im Viertelfinale gegen den Israeli Tohar Butbul. Mit Siegen in der Hoffnungsrunde über den Georgier Lascha Schawdatuaschwili und den Italiener Manuel Lombardo erkämpfte Cargnin eine Bronzemedaille. 2023 siegte Cargnin bei den Panamerika-Ozeanien-Meisterschaften. Bei den Panamerikanischen Spielen in Santiago unterlag er im Finale seinem Landsmann Gabriel Falcão. 2024 wurde Cargnin hinter dem Kanadier Arthur Margelidon Zweiter bei den Panamerika-Ozeanien-Meisterschaften. Bei den Weltmeisterschaften in Abu Dhabi erreichte er den fünften Platz. Zwei Monate später verlor er bei den Olympischen Spielen in Paris seinen Auftaktkampf. Im Mixed-Team-Wettbewerb war er in zwei Kämpfen im Einsatz. Mit Willian Lima in der unteren Gewichtsklasse gewann die brasilianische Mannschaft Bronze gegen die Italiener.
2025 verlor Cargnin im Finale der Panamerikanischen Meisterschaften gegen Jack Yonezuka aus den Vereinigten Staaten. Zwei Monate später bezwang er im Halbfinale der Weltmeisterschaften in Budapest den Serben Bajsangur Bagajev, im Finale unterlag er gegen den Franzosen Joan-Benjamin Gaba.